# Подстепкинский сельсовет
Подстепкинский сельсовет — сельское поселение в Илекском районе Оренбургской области Российской Федерации.
Административный центр — село Подстепки.

## История
9 марта 2005 года в соответствии с законом Оренбургской области № 1899/341-III-ОЗ образовано сельское поселение Подстепкинский сельсовет, установлены границы муниципального образования.

## Население
| 2010 | 2012 | 2013 | 2014 | 2015 | 2016 | 2017 |
| ---- | ---- | ---- | ---- | ---- | ---- | ---- |
| 528  | ↘513 | ↘501 | ↘491 | ↘465 | ↘461 | ↘443 |
| 2018 | 2019 | 2020 | 2021 |      |      |      |
| ↘429 | ↘402 | ↘393 | →393 |      |      |      |

## Состав сельского поселения
| № | Населённый пункт | Тип населённого пункта       | Население |
| - | ---------------- | ---------------------------- | --------- |
| 1 | Подстепки        | село, административный центр | →393      |